# Mainderby

Ticket vom Derby am 6. September 1975, das der OFC mit 2:1 gewann.

Beim Mainderby handelt es sich um Fußballspiele zwischen den am Main beheimateten hessischen Fußballvereinen Kickers Offenbach und Eintracht Frankfurt. Aktuell spielen die Offenbacher Kickers in der viertklassigen Regionalliga, während die Frankfurter Eintracht in der Bundesliga spielt. Bisher wurden 105 Pflichtspiele ausgetragen, zuletzt 2009 im DFB-Pokal.

## Hintergründe
Die Städte Offenbach und Frankfurt grenzen aneinander, und ihre Zentren liegen auf verschiedenen Seiten des Mains. Der Ursprung der Rivalität ist unklar: Manche behaupten, dass die Abneigung der beiden Vereine durch die Spannungen zwischen den beiden Städten – Offenbach ist traditionell von Industrie geprägt, während Frankfurt seit Jahrhunderten eine bedeutende Finanzmetropole ist – der Grund sei, andere führen dies auf das Endspiel um die deutsche Meisterschaft im Jahre 1959 zurück.
Die zweite Variante ist jedoch insofern unzutreffend, als das Derby der beiden Vereine bereits in den 1930er Jahren als vergiftet galt. So wurde das Derby am 6. Januar 1935 so hart geführt, dass auf beiden Seiten mehrere verletzte Spieler zu beklagen waren. Höhepunkt dieses brutalen Spiels war der Beinbruch eines Offenbacher Spielers, der die Rückfahrt der Frankfurter Mannschaft erschwerte, weil das Offenbacher Publikum entsprechend aufgebracht war. Ein Jahr später, am 16. Februar 1936, revanchierten sich die Kickers auf ihre Weise. Obwohl es für sie am drittletzten Spieltag der Gauliga Südwest 1935/36 um nichts mehr ging, lieferten sie der mit realistischen Meisterschaftschancen ausgestatteten Eintracht einen erbitterten Kampf, den die Zeitschrift Fußball in ihrer Ausgabe vom 18. Februar 1936 wie folgt kommentierte: „Ganz besonders die Lokalrivalen scheinen allen Ehrgeiz darein zu legen, den Riederwäldern den Weg zur Meisterschaft zu verbauen. … Das ist mehr als Härte und Kampf allein, das ist der Zerstörungswille mit allen Mitteln, die zu Gebote stehen, vor allem also auch den unerlaubten. Man weiß, daß hier die Techniker verwundbar sind, in jedem Sinne dieses Wortes. Die Kickers hatten nichts zu gewinnen, nichts zu verlieren. Sie hatten es nicht nötig, ein Spiel heraufzubeschwören, das alles andere war, nur keine Fußballpropaganda. Und die Anhänger taten nicht gut daran, zu verraten, daß sie nicht Begeisterung antrieb, sondern Haß. Auf dieses 1:1 brauchen die Kickers wirklich nicht stolz zu sein. Die fremden Zuschauer (es waren nicht nur die Offenbacher, sondern noch viel mehr die Bornheimer) stimmten triumphierend den Sprechchor an: ,Hi, ha, ho, Eintracht ist k.o.!‘“
Dennoch hat die Meisterschaft 1959 mit Sicherheit die Rivalität noch einmal entscheidend verschärft, zumal die Eintracht diesen Triumph mit ihrem erst vor der Saison 1958/59 verpflichteten Trainer Paul Oßwald erreichte, der die vorangegangenen 12 Jahre für den Nachbarverein auf der Südseite des Mains verantwortlich war.
Eine weitere Erhitzung der Rivalität ergab sich durch die in Offenbach als ungerecht empfundene Tatsache, dass die Eintracht bei der Gründung der Fußball-Bundesliga im Jahr 1963 in das neugegründete Oberhaus mit aufgenommen wurde, während die Offenbacher Kickers außen vor blieben. In den 1970er Jahren begegneten sich beide Vereine sportlich noch einmal eine Zeit lang auf Augenhöhe, als die Kickers einige Jahre in der Bundesliga verbrachten und zudem 1970 den DFB-Pokal gewannen. Auf dem Weg zu diesem Triumph hatte der OFC sich unter anderem im Viertelfinale gegen die Frankfurter Eintracht durchgesetzt.
Zuletzt waren die Kickers in der Saison 1983/84 im Fußball-Oberhaus vertreten und mussten schon bald zweimal (1985 und 1989) in den Amateurfußball zwangsabsteigen. Jedoch kam es im DFB-Pokal 2003, 2007 und 2009 zu weiteren Begegnungen, die allesamt als Hochsicherheitsspiele eingestuft wurden.

## Derbybilanz
Im direkten Vergleich liegt der »Underdog« Kickers Offenbach noch immer knapp in Führung und wird daher zuerst genannt:
| Wettbewerb                           | Spiele | OFC | REM | SGE | Tore OFC | Tore SGE |
| ------------------------------------ | ------ | --- | --- | --- | -------- | -------- |
| Süddeutsche Meisterschaft            | 22     | 4   | 6   | 12  | 25       | 52       |
| Gauliga                              | 22     | 9   | 5   | 8   | 58       | 33       |
| Oberliga Süd                         | 36     | 17  | 9   | 10  | 72       | 51       |
| Bundesliga                           | 14     | 7   | 2   | 5   | 25       | 23       |
| Finale Deutsche Meisterschaft        | 1      | 0   | 0   | 1   | 3        | 5        |
| ALLE MEISTERSCHAFTSSPIELE            | 95     | 37  | 22  | 36  | 183      | 164      |
| Pokalturniere                        | 10     | 5   | 2   | 3   | 21       | 19       |
| OFFIZIELLE SPIELE                    | 105    | 42  | 24  | 39  | 204      | 183      |
| Inoffizielle Turniere und Testspiele | 26     | 9   | 7   | 10  | 46       | 50       |
| GESAMTBILANZ                         | 131    | 51  | 31  | 49  | 250      | 233      |

Legende
Spiele: Spiele insgesamt
OFC: Siege Kickers Offenbach
REM: Remis
SGE: Siege Eintracht Frankfurt
Tore OFC: Tore Kickers Offenbach
Tore SGE: Tore Eintracht Frankfurt
Anmerkung: Erst durch Elfmeterschießen entschiedene Spiele fließen als Remis und mit der Torbilanz nach regulärer Spielzeit (einschließlich Verlängerung) in die Derbystatistik ein.

## Meisterschaftsspiele

### Süddeutsche Fußballmeisterschaft (1920 bis 1933)
| Saison  | Heim                |   | Gast                | Ergebnis |
| ------- | ------------------- | - | ------------------- | -------- |
| 1920/21 | Eintracht Frankfurt | – | Kickers Offenbach   | 4:0      |
| 1920/21 | Kickers Offenbach   | – | Eintracht Frankfurt | 3:2      |
| 1923/24 | Eintracht Frankfurt | – | Kickers Offenbach   | 3:2      |
| 1923/24 | Kickers Offenbach   | – | Eintracht Frankfurt | 3:1      |
| 1924/25 | Eintracht Frankfurt | – | Kickers Offenbach   | 0:0      |
| 1924/25 | Kickers Offenbach   | – | Eintracht Frankfurt | 2:1 1    |
| 1925/26 | Kickers Offenbach   | – | Eintracht Frankfurt | 3:2      |
| 1925/26 | Eintracht Frankfurt | – | Kickers Offenbach   | 6:0      |
| 1926/27 | Eintracht Frankfurt | – | Kickers Offenbach   | 2:0      |
| 1926/27 | Kickers Offenbach   | – | Eintracht Frankfurt | 0:2      |
| 1927/28 | Eintracht Frankfurt | – | Kickers Offenbach   | 2:0      |
| 1927/28 | Kickers Offenbach   | – | Eintracht Frankfurt | 1:3      |
| 1928/29 | Eintracht Frankfurt | – | Kickers Offenbach   | 3:1      |
| 1928/29 | Kickers Offenbach   | – | Eintracht Frankfurt | 1:1      |
| 1929/30 | Kickers Offenbach   | – | Eintracht Frankfurt | 1:1      |
| 1929/30 | Eintracht Frankfurt | – | Kickers Offenbach   | 3:0      |
| 1930/31 | Eintracht Frankfurt | – | Kickers Offenbach   | 2:2      |
| 1930/31 | Kickers Offenbach   | – | Eintracht Frankfurt | 0:3      |
| 1931/32 | Kickers Offenbach   | – | Eintracht Frankfurt | 2:5      |
| 1931/32 | Eintracht Frankfurt | – | Kickers Offenbach   | 0:0      |
| 1932/33 | Kickers Offenbach   | – | Eintracht Frankfurt | 2:4      |
| 1932/33 | Eintracht Frankfurt | – | Kickers Offenbach   | 2:2      |

### Gauliga (1933 bis 1944)
| Saison  | Heim                |   | Gast                | Ergebnis |
| ------- | ------------------- | - | ------------------- | -------- |
| 1933/34 | Kickers Offenbach   | – | Eintracht Frankfurt | 1:1      |
| 1933/34 | Eintracht Frankfurt | – | Kickers Offenbach   | 2:2      |
| 1934/35 | Eintracht Frankfurt | – | Kickers Offenbach   | 2:1      |
| 1934/35 | Kickers Offenbach   | – | Eintracht Frankfurt | 3:3      |
| 1935/36 | Kickers Offenbach   | – | Eintracht Frankfurt | 4:0      |
| 1935/36 | Eintracht Frankfurt | – | Kickers Offenbach   | 1:1      |
| 1936/37 | Eintracht Frankfurt | – | Kickers Offenbach   | 3:1      |
| 1936/37 | Kickers Offenbach   | – | Eintracht Frankfurt | 0:2      |
| 1937/38 | Eintracht Frankfurt | – | Kickers Offenbach   | 1:0      |
| 1937/38 | Kickers Offenbach   | – | Eintracht Frankfurt | 4:2      |
| 1938/39 | Eintracht Frankfurt | – | Kickers Offenbach   | 2:0      |
| 1938/39 | Kickers Offenbach   | – | Eintracht Frankfurt | 6:1      |
| 1939/40 | Eintracht Frankfurt | – | Kickers Offenbach   | 1:4      |
| 1939/40 | Kickers Offenbach   | – | Eintracht Frankfurt | 0:1      |
| 1940/41 | Kickers Offenbach   | – | Eintracht Frankfurt | 5:2      |
| 1940/41 | Eintracht Frankfurt | – | Kickers Offenbach   | 0:1      |
| 1941/42 | Eintracht Frankfurt | – | Kickers Offenbach   | 1:6      |
| 1941/42 | Kickers Offenbach   | – | Eintracht Frankfurt | 3:2      |
| 1942/43 | Kickers Offenbach   | – | Eintracht Frankfurt | 4:1      |
| 1942/43 | Eintracht Frankfurt | – | Kickers Offenbach   | 3:2      |
| 1943/44 | Eintracht Frankfurt | – | Kickers Offenbach   | 3:2      |
| 1943/44 | Kickers Offenbach   | – | Eintracht Frankfurt | 10:0 2   |

### Fußball-Oberliga (1945 bis 1963)
| Saison  | Heim                |   | Gast                | Ergebnis |
| ------- | ------------------- | - | ------------------- | -------- |
| 1945/46 | Kickers Offenbach   | – | Eintracht Frankfurt | 4:1      |
| 1945/46 | Eintracht Frankfurt | – | Kickers Offenbach   | 1:1      |
| 1946/47 | Kickers Offenbach   | – | Eintracht Frankfurt | 1:1      |
| 1946/47 | Eintracht Frankfurt | – | Kickers Offenbach   | 2:1      |
| 1947/48 | Kickers Offenbach   | – | Eintracht Frankfurt | 1:0      |
| 1947/48 | Eintracht Frankfurt | – | Kickers Offenbach   | 3:5      |
| 1948/49 | Eintracht Frankfurt | – | Kickers Offenbach   | 1:3      |
| 1948/49 | Kickers Offenbach   | – | Eintracht Frankfurt | 5:0      |
| 1949/50 | Kickers Offenbach   | – | Eintracht Frankfurt | 6:2      |
| 1949/50 | Eintracht Frankfurt | – | Kickers Offenbach   | 1:2      |
| 1950/51 | Kickers Offenbach   | – | Eintracht Frankfurt | 3:0      |
| 1950/51 | Eintracht Frankfurt | – | Kickers Offenbach   | 1:1      |
| 1951/52 | Eintracht Frankfurt | – | Kickers Offenbach   | 2:2      |
| 1951/52 | Kickers Offenbach   | – | Eintracht Frankfurt | 5:2      |
| 1952/53 | Eintracht Frankfurt | – | Kickers Offenbach   | 1:0      |
| 1952/53 | Kickers Offenbach   | – | Eintracht Frankfurt | 2:0      |
| 1953/54 | Eintracht Frankfurt | – | Kickers Offenbach   | 2:1      |
| 1953/54 | Kickers Offenbach   | – | Eintracht Frankfurt | 2:1      |
| 1954/55 | Kickers Offenbach   | – | Eintracht Frankfurt | 0:1      |
| 1954/55 | Eintracht Frankfurt | – | Kickers Offenbach   | 1:2      |
| 1955/56 | Kickers Offenbach   | – | Eintracht Frankfurt | 4:0      |
| 1955/56 | Eintracht Frankfurt | – | Kickers Offenbach   | 1:0      |
| 1956/57 | Eintracht Frankfurt | – | Kickers Offenbach   | 1:1      |
| 1956/57 | Kickers Offenbach   | – | Eintracht Frankfurt | 2:2      |
| 1957/58 | Kickers Offenbach   | – | Eintracht Frankfurt | 1:0      |
| 1957/58 | Eintracht Frankfurt | – | Kickers Offenbach   | 3:2      |
| 1958/59 | Kickers Offenbach   | – | Eintracht Frankfurt | 1:1      |
| 1958/59 | Eintracht Frankfurt | – | Kickers Offenbach   | 2:2      |
| 1959/60 | Kickers Offenbach   | – | Eintracht Frankfurt | 2:1      |
| 1959/60 | Eintracht Frankfurt | – | Kickers Offenbach   | 3:2      |
| 1960/61 | Kickers Offenbach   | – | Eintracht Frankfurt | 2:1      |
| 1960/61 | Eintracht Frankfurt | – | Kickers Offenbach   | 2:0      |
| 1961/62 | Eintracht Frankfurt | – | Kickers Offenbach   | 5:4      |
| 1961/62 | Kickers Offenbach   | – | Eintracht Frankfurt | 1:0      |
| 1962/63 | Eintracht Frankfurt | – | Kickers Offenbach   | 5:0      |
| 1962/63 | Kickers Offenbach   | – | Eintracht Frankfurt | 1:1      |

### Fußball-Bundesliga (seit 1963)
| Saison  | Heim                |   | Gast                | Ergebnis |
| ------- | ------------------- | - | ------------------- | -------- |
| 1968/69 | Kickers Offenbach   | – | Eintracht Frankfurt | 4:2      |
| 1968/69 | Eintracht Frankfurt | – | Kickers Offenbach   | 3:2      |
| 1970/71 | Eintracht Frankfurt | – | Kickers Offenbach   | 3:0      |
| 1970/71 | Kickers Offenbach   | – | Eintracht Frankfurt | 0:2      |
| 1972/73 | Kickers Offenbach   | – | Eintracht Frankfurt | 3:2      |
| 1972/73 | Eintracht Frankfurt | – | Kickers Offenbach   | 0:3      |
| 1973/74 | Kickers Offenbach   | – | Eintracht Frankfurt | 5:2      |
| 1973/74 | Eintracht Frankfurt | – | Kickers Offenbach   | 2:2      |
| 1974/75 | Eintracht Frankfurt | – | Kickers Offenbach   | 0:0      |
| 1974/75 | Kickers Offenbach   | – | Eintracht Frankfurt | 2:1      |
| 1975/76 | Kickers Offenbach   | – | Eintracht Frankfurt | 2:1      |
| 1975/76 | Eintracht Frankfurt | – | Kickers Offenbach   | 1:0      |
| 1983/84 | Kickers Offenbach   | – | Eintracht Frankfurt | 2:1      |
| 1983/84 | Eintracht Frankfurt | – | Kickers Offenbach   | 3:0      |

### Finale um die Deutsche Fußballmeisterschaft (1959)
| Paarung             | Eintracht Frankfurt – Kickers Offenbach |
| Ergebnis            | 5:3 n. V. (2:2, 2:2) |
| Datum               | 28. Juni 1959 |
| Stadion             | Olympiastadion, Berlin |
| Zuschauer           | 75.000 Zuschauer |
| Schiedsrichter      | Erich Asmussen (Flensburg) |
| Tore                | 1:0 István Sztani (1.) 1:1 Engelbert Kraus (8.) 2:1 Eckehard Feigenspan (14.) 2:2 Helmut Preisendörfer (23.) 3:2 Eckehard Feigenspan (92.) 4:2 István Sztani (108.) 4:3 Siegfried Gast (110.) 5:3 Eckehard Feigenspan (119.) |
| Eintracht Frankfurt | Egon Loy; Hans-Walter Eigenbrodt, Hermann Höfer; Dieter Stinka, Friedel Lutz, Hans Weilbächer; Richard Kreß, István Sztani, Eckehard Feigenspan, Dieter Lindner, Alfred Pfaff Cheftrainer: Paul Oßwald                       |
| Kickers Offenbach   | Walter Zimmermann; Karl Waldmann, Alfred Schultheis; Willi Keim, Heinz Lichtl, Ernst Wade; Engelbert Kraus, Hermann Nuber, Siegfried Gast, Gerhard Kaufhold, Helmut Preisendörfer Cheftrainer: Bogdan Cuvaj ( Jugoslawien)   |

## Pokalspiele

### Historische Pokalturniere
| Saison                         | Runde                                               | Heim                |   | Gast                | Ergebnis |
| ------------------------------ | --------------------------------------------------- | ------------------- | - | ------------------- | -------- |
| Süddeutscher Pokal 1923        | 1. Runde                                            | Kickers Offenbach   | – | Eintracht Frankfurt | 6:5      |
| Tschammerpokal (Qualifikation) | Qualifikationsrunde zum Tschammerpokal 1943         | Eintracht Frankfurt | – | Kickers Offenbach   | 1:2      |
| Hessenpokal 1949               | Finale                                              | Eintracht Frankfurt | – | Kickers Offenbach   | 1:4 3    |
| Süddeutscher Pokal 1952        | Gruppenspiele (Qualifikation zum DFB-Pokal 1952/53) | Kickers Offenbach   | – | Eintracht Frankfurt | 2:0      |
| Süddeutscher Pokal 1952        | Gruppenspiele (Qualifikation zum DFB-Pokal 1952/53) | Eintracht Frankfurt | – | Kickers Offenbach   | 2:2      |
| Süddeutscher Pokal 1959        | Viertelfinale                                       | Kickers Offenbach   | – | Eintracht Frankfurt | 1:3      |

### DFB-Pokal
| Saison  | Runde         | Heim                |   | Gast                | Ergebnis             |
| ------- | ------------- | ------------------- | - | ------------------- | -------------------- |
| 1969/70 | Viertelfinale | Eintracht Frankfurt | – | Kickers Offenbach   | 0:3                  |
| 2003/04 | 1. Runde      | Kickers Offenbach   | – | Eintracht Frankfurt | 1:1 n. V., 3:4 n. E. |
| 2006/07 | Viertelfinale | Kickers Offenbach   | – | Eintracht Frankfurt | 0:3                  |
| 2009/10 | 1. Runde      | Kickers Offenbach   | – | Eintracht Frankfurt | 0:3                  |

## Sonstige Spiele

### Privatturniere
| Saison                 | Datum             | Heim                |   | Gast                | Ergebnis |
| ---------------------- | ----------------- | ------------------- | - | ------------------- | -------- |
| Kriegserinnerungspokal | 2. Mai 1942       | Eintracht Frankfurt | – | Kickers Offenbach   | 0:0      |
| Rhein-Main-Preis       | 14. Juni 1943     | Kickers Offenbach   | – | Eintracht Frankfurt | 4:1      |
| Rhein-Main-Preis       | 5. September 1943 | Eintracht Frankfurt | – | Kickers Offenbach   | 0:0      |

### Testspiele
| Lfd. Nr. | Datum              | Heim                |   | Gast                | Ergebnis |
| -------- | ------------------ | ------------------- | - | ------------------- | -------- |
| 01       | 1. August 1920     | Kickers Offenbach   | – | Eintracht Frankfurt | 2:1 4    |
| 02       | 28. August 1921    | Eintracht Frankfurt | – | Kickers Offenbach   | 3:3      |
| 03       | 21. April 1924     | Eintracht Frankfurt | – | Kickers Offenbach   | 2:3      |
| 04       | 27. Juni 1925      | Eintracht Frankfurt | – | Kickers Offenbach   | 2:2      |
| 05       | 31. Januar 1926    | Kickers Offenbach   | – | Eintracht Frankfurt | 1:6      |
| 06       | 25. Mai 1929       | Eintracht Frankfurt | – | Kickers Offenbach   | 2:1      |
| 07       | 29. Juli 1933      | Eintracht Frankfurt | – | Kickers Offenbach   | 1:3      |
| 08       | 10. September 1939 | Kickers Offenbach   | – | Eintracht Frankfurt | 3:0      |
| 09       | 15. Oktober 1939   | Eintracht Frankfurt | – | Kickers Offenbach   | 4:3      |
| 10       | 10. August 1941    | Kickers Offenbach   | – | Eintracht Frankfurt | 1:1      |
| 11       | 6. August 1944     | Eintracht Frankfurt | – | Kickers Offenbach   | 2:4      |
| 12       | 16. September 1945 | Kickers Offenbach   | – | Eintracht Frankfurt | 3:1      |
| 13       | 26. Dezember 1967  | Kickers Offenbach   | – | Eintracht Frankfurt | 1:2      |
| 14       | 7. August 1968     | Eintracht Frankfurt | – | Kickers Offenbach   | 1:0      |
| 15       | 8. August 1969     | Kickers Offenbach   | – | Eintracht Frankfurt | 2:2      |
| 16       | 27. Dezember 1969  | Kickers Offenbach   | – | Eintracht Frankfurt | 2:0      |
| 17       | 1. April 1972      | Eintracht Frankfurt | – | Kickers Offenbach   | 2:1      |
| 18       | 27. Juli 1975      | Eintracht Frankfurt | – | Kickers Offenbach   | 1:1 5    |
| 19       | 17. Oktober 1976   | Kickers Offenbach   | – | Eintracht Frankfurt | 1:3      |
| 20       | 6. Juli 1977       | Eintracht Frankfurt | – | Kickers Offenbach   | 3:1      |
| 21       | 29. Dezember 1979  | Kickers Offenbach   | – | Eintracht Frankfurt | 2:1      |
| 22       | 2. Februar 1982    | Eintracht Frankfurt | – | Kickers Offenbach   | 5:1      |
| 23       | 30. März 1983      | Kickers Offenbach   | – | Eintracht Frankfurt | 1:4      |
| --       | 21. Februar 2005   | Eintracht Frankfurt | – | Kickers Offenbach   | 2:0 6    |